# Llista de municipis d'Astúries

Divisió municipal d'Astúries

Llista de municipis del Principat d'Astúries (Espanya).
Informació actualitzada per un bot. Els canvis manuals es perdran quan s'actualitzi!
| Escut | Municipi                     | Població | Superfície km² | Densitat | Altitud | Codi postal                                            | Codi territorial | Dades a Wikidata              |
| ----- | ---------------------------- | -------- | -------------- | -------- | ------- | ------------------------------------------------------ | ---------------- | ----------------------------- |
|       | A Veiga                      | 3.930    | 80,7           | 48,7     |         | 33770                                                  | 33074            | Modifica les dades a Wikidata |
|       | Allande                      | 1.530    | 339,4          | 4,51     | 1.416   | 33815, 33885 - 33890                                   | 33001            | Modifica les dades a Wikidata |
|       | Amieva                       | 603      | 113,9          | 5,29     |         | 33556, 33557, 33558                                    | 33003            | Modifica les dades a Wikidata |
|       | Avilés                       | 75.351   | 26,8           | 2.810,56 | 139     | 33401 al 33403 (el 33400 no existe desde el 1/01/2003) | 33004            | Modifica les dades a Wikidata |
|       | Ayer                         | 10.012   | 375,9          | 26,64    | 2.123   | 33686                                                  | 33002            | Modifica les dades a Wikidata |
|       | Belmonte de Miranda          | 1.394    | 208            | 6,7      |         | 33830                                                  | 33005            | Modifica les dades a Wikidata |
|       | Bimenes                      | 1.649    | 32,7           | 50,44    |         | 33527                                                  | 33006            | Modifica les dades a Wikidata |
|       | Bual                         | 1.380    | 120,3          | 11,47    |         | 33720                                                  | 33007            | Modifica les dades a Wikidata |
|       | Cabrales                     | 1.908    | 238,3          | 8,01     | 307     | 33555 / 33554                                          | 33008            | Modifica les dades a Wikidata |
|       | Cabranes                     | 1.097    | 38,3           | 28,63    | 581     | 33310                                                  | 33009            | Modifica les dades a Wikidata |
|       | Candamu                      | 1.899    | 72             | 26,39    |         | 33828 33829                                            | 33010            | Modifica les dades a Wikidata |
|       | Cangas del Narcea            | 11.421   | 823,6          | 13,87    | 376     | 33800–33819                                            | 33011            | Modifica les dades a Wikidata |
|       | Cangues d'Onís               | 6.316    | 212,8          | 29,69    | 87      |                                                        | 33012            | Modifica les dades a Wikidata |
|       | Caravia                      | 492      | 13,4           | 36,83    |         | 33344                                                  | 33013            | Modifica les dades a Wikidata |
|       | Carreño                      | 10.256   | 66,7           | 153,76   | 0       | 33430                                                  | 33014            | Modifica les dades a Wikidata |
|       | Castrillón                   | 22.124   | 55,3           | 399,78   | 434     |                                                        | 33016            | Modifica les dades a Wikidata |
|       | Castropol                    | 3.252    | 125,8          | 25,86    | 31      | 33760 33768 33769 33778 33794                          | 33017            | Modifica les dades a Wikidata |
|       | Casu                         | 1.427    | 307,9          | 4,63     |         | 33990–33999                                            | 33015            | Modifica les dades a Wikidata |
|       | Colunga                      | 3.148    | 97,6           | 32,26    |         |                                                        | 33019            | Modifica les dades a Wikidata |
|       | Corvera                      | 15.637   | 46             | 339,86   | 362     | 33404, 33416                                           | 33020            | Modifica les dades a Wikidata |
|       | Cuaña                        | 3.323    | 65,8           | 50,5     |         | 33795                                                  | 33018            | Modifica les dades a Wikidata |
|       | Cudillero                    | 4.896    | 100,8          | 48,58    |         |                                                        | 33021            | Modifica les dades a Wikidata |
|       | Degaña                       | 780      | 87,2           | 8,95     | 860     | 33812                                                  | 33022            | Modifica les dades a Wikidata |
|       | Eilao                        | 289      | 102,7          | 2,81     |         | 33734                                                  | 33029            | Modifica les dades a Wikidata |
|       | El Franco                    | 3.744    | 78             | 47,98    | 62      | 33746, 33756, 33757, 33758, 33759                      | 33023            | Modifica les dades a Wikidata |
|       | El Valle Altu de Peñamellera | 518      | 92,2           | 5,62     |         | 33555                                                  | 33046            | Modifica les dades a Wikidata |
|       | El Valle Baju de Peñamellera | 1.188    | 83,9           | 14,17    |         | 33...                                                  | 33047            | Modifica les dades a Wikidata |
|       | Gijón                        | 268.561  | 184,3          | 1.457,12 | 10      | 33201–33213 33200                                      | 33024            | Modifica les dades a Wikidata |
|       | Gozón                        | 10.405   | 81,7           | 127,33   | 187     | 33418, 33440, 33448, 33449, 33490                      | 33025            | Modifica les dades a Wikidata |
|       | Grado                        | 9.688    | 221,6          | 43,71    |         | 33820                                                  | 33026            | Modifica les dades a Wikidata |
|       | Grandas de Salime            | 779      | 112,6          | 6,92     |         | 33730 - 33739                                          | 33027            | Modifica les dades a Wikidata |
|       | Ibias                        | 1.098    | 333,3          | 3,29     |         | 33810                                                  | 33028            | Modifica les dades a Wikidata |
|       | Illas                        | 1.034    | 25,5           | 40,53    |         | 33411                                                  | 33030            | Modifica les dades a Wikidata |
|       | La Ribera                    | 1.852    | 22             | 84,26    | 648     | 33172                                                  | 33057            | Modifica les dades a Wikidata |
|       | Les Regueres                 | 1.875    | 65,9           | 28,47    |         | 33190 33191                                            | 33054            | Modifica les dades a Wikidata |
|       | Llanera                      | 13.938   | 106,7          | 130,64   |         | 33424                                                  | 33035            | Modifica les dades a Wikidata |
|       | Llanes                       | 13.549   | 263,6          | 51,4     | 1.177   | 33500                                                  | 33036            | Modifica les dades a Wikidata |
|       | Llangréu                     | 38.282   | 82,5           | 464,25   | 1.021   | 33930                                                  | 33031            | Modifica les dades a Wikidata |
|       | Llaviana                     | 12.284   | 131            | 93,78    |         | 33...                                                  | 33032            | Modifica les dades a Wikidata |
|       | Mieres                       | 36.132   | 146            | 247,43   | 386     | 33600                                                  | 33037            | Modifica les dades a Wikidata |
|       | Morcín                       | 2.537    | 50,1           | 50,69    | 1.712   | 33161 a 33163                                          | 33038            | Modifica les dades a Wikidata |
|       | Muros                        | 1.942    | 8,1            | 240,05   |         | 33138                                                  | 33039            | Modifica les dades a Wikidata |
|       | Nava                         | 5.203    | 95,8           | 54,31    |         | 33520                                                  | 33040            | Modifica les dades a Wikidata |
|       | Navia                        | 8.112    | 63,1           | 128,52   |         | 33710                                                  | 33041            | Modifica les dades a Wikidata |
|       | Noreña                       | 5.102    | 5,3            | 964,46   | 207     | 33...                                                  | 33042            | Modifica les dades a Wikidata |
|       | Onís                         | 732      | 75,4           | 9,71     |         | 33556                                                  | 33043            | Modifica les dades a Wikidata |
|       | Oviedo                       | 220.543  | 186,7          | 1.181,59 | 241     | 33001–33013                                            | 33044            | Modifica les dades a Wikidata |
|       | Parres                       | 5.152    | 126,1          | 40,86    |         | 33540                                                  | 33045            | Modifica les dades a Wikidata |
|       | Pezós                        | 135      | 39             | 3,46     | 856     | 33735                                                  | 33048            | Modifica les dades a Wikidata |
|       | Piloña                       | 6.753    | 283,9          | 23,79    |         | 33530                                                  | 33049            | Modifica les dades a Wikidata |
|       | Ponga                        | 576      | 206            | 2,8      | 628     | 33557                                                  | 33050            | Modifica les dades a Wikidata |
|       | Pravia                       | 7.790    | 103            | 75,66    |         | 33120                                                  | 33051            | Modifica les dades a Wikidata |
|       | Proaza                       | 675      | 76,8           | 8,79     |         | 33112 y 33114                                          | 33052            | Modifica les dades a Wikidata |
|       | Quirós                       | 1.160    | 208,8          | 5,56     |         | 33115–33118                                            | 33053            | Modifica les dades a Wikidata |
|       | Ribadedeva                   | 1.693    | 35,7           | 47,48    |         | 33590                                                  | 33055            | Modifica les dades a Wikidata |
|       | Ribadesella                  | 5.552    | 84,4           | 65,81    | 897     | 33560                                                  | 33056            | Modifica les dades a Wikidata |
|       | Riosa                        | 1.712    | 46,5           | 36,83    |         | 33160                                                  | 33058            | Modifica les dades a Wikidata |
|       | Salas                        | 4.799    | 227,1          | 21,13    |         | 33860                                                  | 33059            | Modifica les dades a Wikidata |
|       | Samartín d'Ozcos             | 336      | 66,6           | 5,05     |         |                                                        | 33061            | Modifica les dades a Wikidata |
|       | Samartín del Rei Aurelio     | 15.405   | 56,1           | 274,4    |         | 33950                                                  | 33060            | Modifica les dades a Wikidata |
|       | San Tiso d'Abres             | 400      | 31,4           | 12,73    |         | 33774                                                  | 33063            | Modifica les dades a Wikidata |
|       | Santalla d'Ozcos             | 425      | 47,1           | 9,02     | 547     | 33776                                                  | 33062            | Modifica les dades a Wikidata |
|       | Santo Adriano                | 289      | 22,6           | 12,79    |         | 33115                                                  | 33064            | Modifica les dades a Wikidata |
|       | Sariegu                      | 1.265    | 25,7           | 49,16    |         | 33518                                                  | 33065            | Modifica les dades a Wikidata |
|       | Siero                        | 52.593   | 211,2          | 248,98   | 0       | 33510                                                  | 33066            | Modifica les dades a Wikidata |
|       | Sobrescobiu                  | 845      | 69,4           | 12,17    | 381     | 33993                                                  | 33067            | Modifica les dades a Wikidata |
|       | Somiedo                      | 1.065    | 291,4          | 3,66     |         | 33840-3842                                             | 33068            | Modifica les dades a Wikidata |
|       | Soto del Barco               | 3.807    | 35,3           | 107,72   | 467     | 33458                                                  | 33069            | Modifica les dades a Wikidata |
|       | Tapia de Casariego           | 3.579    | 66             | 54,24    | 645     | 33740                                                  | 33070            | Modifica les dades a Wikidata |
|       | Taramundi                    | 558      | 82,2           | 6,79     |         | 33775                                                  | 33071            | Modifica les dades a Wikidata |
|       | Teberga                      | 1.539    | 168,9          | 9,11     |         | 33111                                                  | 33072            | Modifica les dades a Wikidata |
|       | Tinéu                        | 8.769    | 540,8          | 16,21    |         | 33870                                                  | 33073            | Modifica les dades a Wikidata |
|       | Valdés                       | 10.895   | 353,5          | 30,82    |         | 33700                                                  | 33034            | Modifica les dades a Wikidata |
|       | Vilanova d'Ozcos             | 248      | 73             | 3,4      | 650     | 33777                                                  | 33075            | Modifica les dades a Wikidata |
|       | Villaviciosa                 | 15.342   | 276,2          | 55,54    | 6,6     | 33310–33319                                            | 33076            | Modifica les dades a Wikidata |
|       | Villayón                     | 1.064    | 132,5          | 8,03     | 357     | 33717                                                  | 33077            | Modifica les dades a Wikidata |
|       | Yernes y Tameza              | 136      | 31,6           | 4,3      |         | 33826                                                  | 33078            | Modifica les dades a Wikidata |
|       | Ḷḷena                        | 10.259   | 316            | 32,47    | 306     | 33620–33639                                            | 33033            | Modifica les dades a Wikidata |